# Idiellana pristis
Idiellana pristis is een hydroïdpoliep uit de familie Sertulariidae. De poliep komt uit het geslacht Idiellana. Idiellana pristis werd in 1816 voor het eerst wetenschappelijk beschreven door Lamouroux. 